# 最美的逆行者 (南京大牌檔歌曲)
《最美的逆行者》是一首歌曲，發佈於2020年3月。歌曲由南京大牌檔的員工作曲、作詞並演唱。歌曲致敬COVID-19疫情期间在一線的工作人員。